# Arnold (metallverarbeitendes Unternehmen)

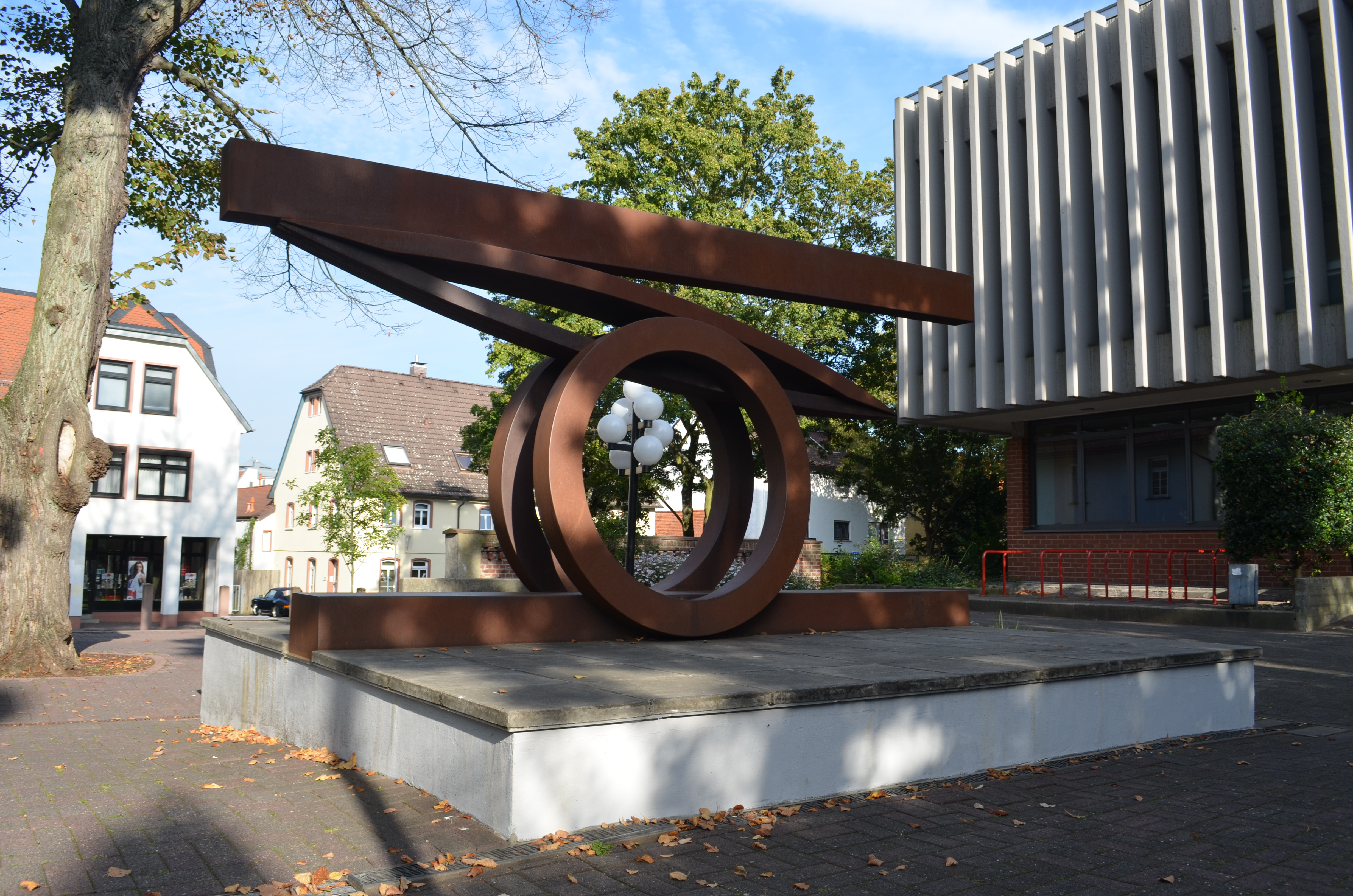
Die Skulptur „Im Gleichgewicht“ von Claus Bury. Die Herstellung erfolgte durch die Arnold AG.

Die Arnold AG ist ein metallverarbeitendes Unternehmen mit Sitz in Friedrichsdorf. Besondere Bekanntheit hat sie durch die Herstellung von Kunstwerken bekannter Künstler wie Jeff Koons erlangt.

## Geschichte
Das Unternehmen wurde im Jahr 1924 durch den Schlossermeister Karl Arnold in Frankfurt am Main als Schlosserei gegründet. 1961 verlegte sein Sohn Rolf Arnold die Firma nach Ober-Erlenbach und begann mit der industriellen Metallverarbeitung. 1966 wurde der Standort des Unternehmens nach Friedrichsdorf verlegt. Die Mitarbeiterzahl wuchs auf 80 und stieg bis Mitte der 1980er Jahre auf 135. Schwerpunkt des Geschäfts war die industrielle Zulieferung sowohl in Deutschland als auch im Ausland (Südamerika, Naher Osten).
Nach der Wiedervereinigung entstand im thüringischen Herges-Hallenberg die Arnold-Diller GmbH als Tochtergesellschaft. 1993/94 beschäftigte die Gruppe mehr als 200 Mitarbeiter und erzielte einen Gruppenumsatz von über 40 Mio. DM. Im Jahr 2001 wurden mehrere Arnold-Gesellschaften in eine Aktiengesellschaft umgewandelt.
2008 realisierte das Unternehmen sein bislang größtes Auslandsprojekt. Es konstruierte und errichtete das Verbindungsdach sowie die Fußgängerbrücke zwischen Parkhaus und Gebäude des Terminals 3 am Moskauer Flughafen Sheremetyevo. Hinzu kamen mehrere Vordächer, Verkleidungen und das Verschattungssystem Arnosol.
2015 führte die Arnold AG ein Marken-Redesign durch. Die Marke heißt nicht mehr "Arnold... stark in Metall!" sondern "Arnold... we are metalligent®".
Geschäftsführer ist seit August 2024 Boris Bachmeier.
In Friedrichsdorf werden eher Prototypen, am Standort Steinbach-Hallenberg in Thüringen dagegen Produkte in Serie und Kunstwerke hergestellt.

## Produkte
In drei Geschäftsfeldern: Industry, Yacht und Art realisiert das Unternehmen für Industriekunden vom kleinen Biegeteil bis zu komplexen Baugruppen sowie anspruchsvolle Elemente für Design-, Kunst- und Architekturprojekte. Daneben bietet Arnold Berater-Dienstleistungen bei Fragen zur technischen Realisierbarkeit.

## Kunst
Das Unternehmen ist in der Öffentlichkeit vor allem für die Herstellung von Kunstwerken bekannt. Es werden seit über 20 Jahren – nach den Entwürfen der Künstler und in enger Abstimmung mit ihnen – die Kunstwerke in unterschiedlichen Techniken gefertigt. Bekannte Künstler, die bei Arnold fertigen lassen, sind neben Koons Anish Kapoor, Olafur Eliasson, Arik Levy, Kazuo Katase, Vadim Kosmatschof, Nadim Karam, Sol LeWitt, Magdalena Jetelová, François Morellet, Vera Röhm, Jesus Maria Soto, Klaus Staudt, Rudolf Valenta, Pae White, Mahmoud Obaidi und Claus Bury.

## Magazin metalligent®
Das Unternehmen veröffentlichte bis 2017 das Metall-Lifestyle-Magazin metalligent®. Die erste Ausgabe erschien im Dezember 2015. Der metalligent® berichtete über Innovationen, kulturelle Themen und Erlebnisse rund um das Metall. Seine Zielgruppe sind insbesondere kleine und mittlere Unternehmen und Personen, die sich für die Metallbearbeitung interessieren. Er hatte ca. 60 Seiten und erschien zwei Mal im Jahr, im 2. und 4. Quartal. Erhältlich sind die letzten 3 Ausgaben auf der Website der Arnold AG.